# Bread, Love and Dreams (série de televisão)
Bread, Love and Dreams (hangul: 제빵왕 김탁구; hanja: 製빵王 金卓求; rr: Jeppangwang Gim Takgu; também conhecido como King of Baking, Kim Takgu ou escrito como Takgoo) é uma série de televisão sul-coreana exibida pela KBS2 em 2010, estrelada por Yoon Shi-yoon, Eugene, Joo Won e Lee Young-ah.

## Elenco

### Elenco principal
- Yoon Shi-yoon como Kim Takgu
  - Oh Jae-moo como Kim Takgu (criança)
- Eugene como Shin Yoo Kyung
  - Jo Jung-eun como Shin Yoo Kyung (criança)

### Família Gu
- Jun Kwang-ryul como Gu Il Jong
- Jeon In-hwa como Seo Insuk
- Joo Won como Gu Majun
  - Shin Dong-woo como Gu Majun (criança)
- Choi Ja-hye como Gu Jakyung
  - Ha Seung-ri como Gu Jakyung (adolescente)
  - Kang Ye-seo como Gu Jakyung (criança)
- Choi Yoon-young como Gu Jarim
  - Kim So-hyun como Gu Jarim (criança)

### Família Yang
- Lee Young-ah como Yang Misun
- Jang Hang-sun como Pal Bong (avô de Misun)
- Park Sang-myun como Yang Inmok (pai de Misun)
- Hwang Mi-sun como Oh Youngja (mãe de Misun)

### Outros
- Jung Sung-mo como Han Seung Jae
- Park Sung-woong como Jo Jingu
- Lee Han-wie como Heo Gapsoo
- Jeon Mi-seon como Kim Misun
- Jung Hye-sun como Madam Hong
- Kwon Yong-woon como Shin Bae (pai de Yoo Kyung)
- Park Yong-jin como Go Jaebok
- Kang Chul-sung

## Exibição
| País           | Emissora                | Data de estreia        | Data de final          | Título                                      | Número de episódios | Horário                              |
| -------------- | ----------------------- | ---------------------- | ---------------------- | ------------------------------------------- | ------------------- | ------------------------------------ |
| Coreia do Sul  | KBS2                    | 9 de junho de 2010     | 16 de setembro de 2010 | 제빵왕 김탁구 (Jeppangwang Gim Takgu)       | 30                  | Quarta-feira e quinta-feira às 21h55 |
|                | KBS World               | 2010                   | 2010                   | Bread, Love and Dreams                      | 30                  | Segunda a domingo                    |
| Hong Kong      | TVB Drama 2             | 7 de março de 2011     | 15 de abril de 2011    | 麵包王金卓求 (Mianbao Wangjinzhuo Qiu)      |                     | Segunda a Sexta às 22h30             |
| Hong Kong      | TVB J2                  | 24 de outubro de 2011  | 29 de dezembro de 2011 | 麵包王金卓求 (Mianbao Wangjinzhuo Qiu)      |                     | Segunda a Quinta às 22h30            |
| Hong Kong      | HD Jade                 | 24 de dezembro de 2012 | 3 de fevereiro de 2013 | 麵包王金卓求 (Mianbao Wangjinzhuo Qiu)      |                     | Segunda a Sexta às 16h45             |
| Taiwan         | GTV                     | 25 de maio de 2011     | 27 de julho de 2011    | 麵包王金卓求 (Mianbao Wangjinzhuo Qiu)      |                     | Segunda a Sexta às 22h               |
| Japão          | Fuji TV                 | 14 de julho de 2011    | 24 de agosto de 2011   | 製パン王 キム・タック (Seipan o Kimu Takku) |                     | Segunda a Sexta às 14h07             |
| China          | Anhui TV                | 28 de julho de 2012    | 18 de agosto de 2012   | 麵包王金卓求 (Mianbao Wangjinzhuo Qiu)      |                     | Sábado a quarta-feira às 22h         |
| China          | Anhui TV                | 3 de dezembro de 2013  | 29 de dezembro de 2013 | 麵包王金卓求 (Mianbao Wangjinzhuo Qiu)      |                     | Quinta e Sexta às 22h40              |
| Indonésia      | Indosiar                | 2012                   | 2012                   |                                             |                     |                                      |
| Indonésia      | ANTV                    | 2012                   | 2012                   |                                             |                     |                                      |
| Filipinas      | GMA Network             | 3 de janeiro de 2011   | 29 de abril de 2011    | The Baker King                              |                     | Segunda a Sexta                      |
| Estados Unidos | DramaFever / Hulu       |                        |                        | Bread, Love and Dreams                      | 30                  |                                      |
| Peru           | Panamericana Televisión | 2012                   | 2012                   | Pan, amor y sueños                          |                     |                                      |
| Equador        | Ecuavisa                | 2012                   | 2012                   | Pan, amor y sueños                          |                     |                                      |
| Colômbia       | RCN                     | 2012                   | 2012                   | Pan, amor y sueños                          |                     |                                      |
| Panamá         | SERTV Canal 11          | 2012                   | 2012                   | Pan, amor y sueños                          |                     |                                      |
| Venezuela      | Televen                 | 2013                   | 2013                   | Pan, amor y sueños                          |                     |                                      |

## Recepção
| Número de episódios | Data de transmissão original | Audiência média | Audiência média              | Audiência média | Audiência média              |
| Número de episódios | Data de transmissão original | TNmS Ratings    | TNmS Ratings                 | AGB Nielsen     | AGB Nielsen                  |
| Número de episódios | Data de transmissão original | Em todo o país  | Região Metropolitana de Seul | Em todo o país  | Região Metropolitana de Seul |
| ------------------- | ---------------------------- | --------------- | ---------------------------- | --------------- | ---------------------------- |
| 1                   | 9 de junho de 2010           | 15.7%           | 16.3%                        | 14.2%           | 13.8%                        |
| 2                   | 10 de junho de 2010          | 16.9%           | 18.4%                        | 14.4%           | 14.5%                        |
| 3                   | 16 de junho de 2010          | 28.5%           | 29.1%                        | 26.4%           | 28.3%                        |
| 4                   | 17 de junho de 2010          | 25.3%           | 26.4%                        | 24.2%           | 26.3%                        |
| 5                   | 23 de junho de 2010          | 28.5%           | 28.6%                        | 27.1%           | 28.4%                        |
| 6                   | 24 de junho de 2010          | 32.2%           | 32.5%                        | 31.1%           | 31.8%                        |
| 7                   | 30 de junho de 2010          | 33.4%           | 33.6%                        | 31.0%           | 32.2%                        |
| 8                   | 1 de julho de 2010           | 35.8%           | 35.9%                        | 31.6%           | 30.8%                        |
| 9                   | 7 de julho de 2010           | 38.1%           | 38.6%                        | 33.4%           | 34.7%                        |
| 10                  | 8 de julho de 2010           | 34.5%           | 34.9%                        | 33.0%           | 33.8%                        |
| 11                  | 14 de julho de 2010          | 35.9%           | 35.2%                        | 34.1%           | 34.0%                        |
| 12                  | 15 de julho de 2010          | 36.9%           | 36.1%                        | 35.3%           | 35.2%                        |
| 13                  | 21 de julho de 2010          | 38.5%           | 37.7%                        | 37.3%           | 37.0%                        |
| 14                  | 22 de julho de 2010          | 38.4%           | 36.5%                        | 37.9%           | 38.2%                        |
| 15                  | 28 de julho de 2010          | 39.7%           | 39.2%                        | 36.6%           | 35.7%                        |
| 16                  | 29 de julho de 2010          | 39.9%           | 38.6%                        | 37.9%           | 38.1%                        |
| 17                  | 4 de agosto de 2010          | 42.5%           | 42.3%                        | 39.5%           | 39.8%                        |
| 18                  | 5 de agosto de 2010          | 44.4%           | 44.0%                        | 40.5%           | 40.2%                        |
| 19                  | 11 de agosto de 2010         | 44.9%           | 44.0%                        | 42.3%           | 42.4%                        |
| 20                  | 12 de agosto de 2010         | 44.6%           | 43.8%                        | 42.6%           | 43.9%                        |
| 21                  | 18 de agosto de 2010         | 44.0%           | 42.6%                        | 41.9%           | 42.4%                        |
| 22                  | 19 de agosto de 2010         | 43.7%           | 42.9%                        | 42.3%           | 41.9%                        |
| 23                  | 25 de agosto de 2010         | 44.1%           | 44.1%                        | 43.6%           | 44.6%                        |
| 24                  | 26 de agosto de 2010         | 44.7%           | 44.2%                        | 41.9%           | 41.9%                        |
| 25                  | 1 de setembro de 2010        | 45.8%           | 44.9%                        | 44.0%           | 44.4%                        |
| 26                  | 2 de setembro de 2010        | 48.4%           | 47.2%                        | 45.0%           | 46.1%                        |
| 27                  | 8 de setembro de 2010        | 47.5%           | 47.0%                        | 43.3%           | 43.2%                        |
| 28                  | 9 de setembro de 2010        | 48.2%           | 46.4%                        | 44.7%           | 44.5%                        |
| 29                  | 15 de setembro de 2010       | 46.5%           | 45.5%                        | 45.3%           | 44.2%                        |
| 30                  | 16 de setembro de 2010       | 50.8%           | 49.7%                        | 49.3%           | 48.3%                        |
| Média               | Média                        | 38.6%           | 32.2%                        | 36.4%           | 36.7%                        |

## Prêmios
- 2010 3rd Korean Drama Awards: Rookie Masculino do Ano (Yoon Shi-yoon)
- 2010 3rd Korean Drama Awards: PD Opera Direction Award (Lee Jung-sub)
- 2010 3rd Korean Drama Awards: Soap Opera Writer Award (Kang Eun-kyung)
- 2010 47th Baeksang Art Awards: Prêmio de Direção (Lee Jung-sub)
- 2010 Korean Drama Awards: Melhor novo actor (Yoon Shi-yoon)
- 2010 18th Korean Culture and Entertainment Awards: Prêmio de Popularidade, Ator (Yoon Shi-yoon)
- 2010 KBS Drama Awards: Prêmio de Excelência em Minissérie, Atriz (Jun In-hwa)
- 2010 KBS Drama Awards: Prêmio de Excelência em Minissérie, Ator (Yoon Shi-yoon)
- 2010 KBS Drama Awards: Prêmio de Excelência em Minissérie, Atriz (Eugene)
- 2010 KBS Drama Awards: Prêmio Escritor (Kang Eun-kyung)
- 2010 KBS Drama Awards: Prêmio de melhor ator jovem (Oh Jae-mo)
- 2010 KBS Drama Awards: Prêmio de Melhor Casal (Yoon Shi-yoon e Lee Young-ah)